# Ulverstone

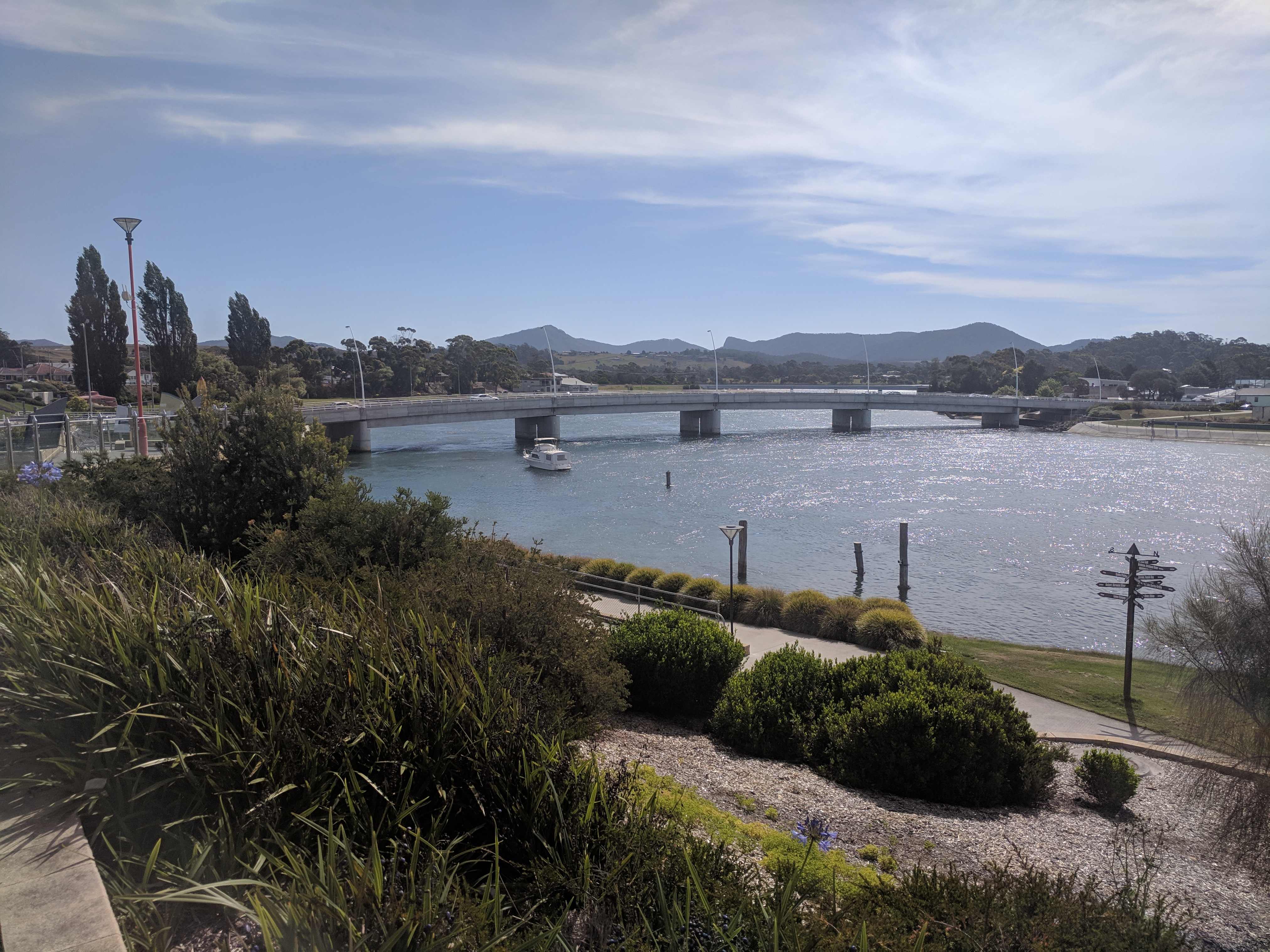
New River Leven Bridge

Ulverstone – miejscowość w Australii, na północnym wybrzeżu Tasmanii, na terenie samorządu terytorialnego Central Coast Council. Położona jest przy ujściu rzeki Leven do Cieśniny Bassa. Przebiega przez nią autostrada "Bass Highway". Według oficjalnego spisu ludności w 2001 zamieszkiwało ją 9515 osób.
Pierwsi europejscy osadnicy przybyli w rejon przyszłego miasta w 1848, obszar ten był wówczas znany jako "Leven" i stanowił źródło drewna wysokiej jakości. W latach 50. XIX wieku w rejonie Leven osiedliło się więcej pionierów którzy zajmowali się głównie ścinaniem drzew na potrzeby gwałtownie wówczas rozrastającego się Melbourne.
Nazwa "Ulverstone" pojawiła się po raz pierwszy w 1854, kiedy Hugh Ross McKay otworzył sklep kolonialny pod nazwą "Ulverstone Store", nazwa najprawdopodobniej pochodzi od angielskiej miejscowości Ulverston.
W Ulverstone urodzili się między innymi australijski tenisista Richard Fromberg i krykiecista Ben Hilfenhaus.